# Berylmys
Genre
Berylmys est un genre de rongeurs de la sous-famille des Murinés.

## Liste de espèces
Il comprend les espèces suivantes :
- Berylmys berdmorei (Blyth, 1851)
- Berylmys bowersi (Anderson, 1879)
- Berylmys mackenziei (Thomas, 1916)
- Berylmys manipulus (Thomas, 1916)